# Red Rising
Red Rising ist ein Romanzyklus des amerikanischen Science-Fiction-Autors Pierce Brown.
Den ersten Teil bildet die Trilogie bestehend aus Red Rising (dt. Red Rising, 2014), Golden Son (dt. Im Haus der Feinde, 2015) und Morning Star (dt. Tag der Entscheidung, 2016).
Den Beginn des zweiten Teils der Reihe (die nun vier Bände umfassen soll) markiert der Band Iron Gold, der am 16. Januar 2018 erschienen ist (dt. Red Rising – Asche zu Asche, 2018). Am 30. Juli 2019 ist der zweite Teil (Dark Age), am 2. Juli 2023 der dritte Teil (Light Bringer) erschienen. Der letzte und noch unveröffentlichte Teil der zweiten Reihe soll den Titel Red God tragen.

## Die Welt vonRed Rising
Die Science-Fiction-Bücher spielen mindestens 800 Jahre (vermutlich deutlich später) in der Zukunft. Die Menschheit hat das Sonnensystem kolonisiert und mehrere Planeten und Monde terraformt. Dies gilt selbst für den Erdmond Luna, der nun über eine atembare Atmosphäre, Meere und Berge verfügt.
Während der frühen Phase der Kolonisierung wurde der Erdmond Luna zum zentralen Drehpunkt. Es etablierte sich unter den Kolonisten eine streng hierarchische Gesellschaftsordnung, die nach Farben (unabhängig von Hautfarbe, aber im Sinne der jeweiligen Arbeitstätigkeit) geordnet war: Die Goldenen waren die reichsten und mächtigsten Personen, die alle politischen Entscheidungen trafen, während auf der untersten Stufe die Roten als einfache Arbeiter fungierten.
Mehr als 700 Jahre vor Beginn der Handlung rebellierten die inzwischen gentechnisch veränderten Goldenen auf Luna und erhoben sich erfolgreich gegen die Nationalstaaten der Erde. Der folgende Konflikt wurde als Conquering (dt. Eroberungsfeldzug) bekannt. Es wird im Laufe der Bücher erwähnt, dass es zuvor auf der Erde einen Dritten Weltkrieg gab und sich anschließend Imperien etablierten. Erwähnt werden unter anderem das Amerikanische Imperium (das nicht die alten USA waren), das Indische Imperium (das als eines der letzten vor Gold kapitulierte), das Reich der aufgehenden Sonne (offenbar Japan und neue Eroberungen) und eine Atlantische Allianz; ebenso wird eine Britannische Armada erwähnt, die die Goldenen über dem Nordpol der Erde verbrannten. Trotz der genetischen und technologischen Vorteile der Goldenen wäre Luna während des Krieges fast noch besiegt worden, als ein Gegenangriff des amerikanischen Imperiums unter General John Merrywater Lunas Verteidigung durchdrang. Merrywaters Leistung wurde dann von den Goldenen als Warnung begriffen, so dass der Ruf Merrywater ad portas („Merrywater bei den Toren“, eine Bezugnahme auf Hannibal) in den Legionen geläufig wurde.
Daraufhin übertrugen die Goldenen ihre hierarchische Gesellschaftsordnung, die sie als Society (Weltengesellschaft) bezeichnen, auch auf die Erde. Die noch lebenden Bewohner der Erde wurden chemisch unfruchtbar gemacht. Von nun an war die gesamte Menschheit gentechnisch verändert, so dass bereits optisch (durch Augen- und Haarfarbe, aber auch den unterschiedlichen Körperbau und Knochensiegeln an den Mittelhandknochen) die Zugehörigkeit zur jeweiligen Kaste klar erkennbar ist. Die allerersten Goldenen auf Luna zu Beginn der Kolonisation hatten noch keine goldene Augenfarbe und trugen nur goldene Uniformen. Die genetischen Veränderungen im Laufe der Zeit waren hingegen teils sehr weitreichend; so verfügen etwa die Goldenen über sehr viel mehr Kraft und größere Widerstandsfähigkeit als andere Menschen. Die „genetische Reinheit“ wird vom Board of Quality Control (dt. Qualitätskontrollaufsicht) überwacht. Es herrscht ein rigides Kastendenken vor, nicht nur zwischen Gold und den anderen Farben, sondern auch innerhalb und zwischen den niedrigen (Rot, Braun, Pink, Obsidian), mittleren (Blau, Grün, Gelb, Violett, Orange, Grau) und hohen Farben (Gold, Weiß, Silber, Kupfer).
Jeder Farbkaste sind spezielle Aufgabenbereiche zugeordnet, so dass Tätigkeiten außerhalb dieses Rahmens verboten sind, ebenso wie „Mischehen“. Die hohen Farben genießen zudem sehr viele Rechte – die Goldenen sind nur innerhalb ihrer Farbe Rechenschaft schuldig und hierbei im Rahmen des sogenannten Abkommens (im Original Compact) der Goldenen –, die unteren Farben besitzen hingegen so gut wie keine. Während die Goldenen herrschen und alle zentralen Regeln bestimmen, sind die Silbernen für die Wirtschaft zuständig, die Weißen für religiöse Fragen (eher rituell) und Rechtsprechung, die Kupfernen für Verwaltung und Anwälte. Diese vier Gruppen bilden die hohen Farben. Die mittleren Farben umfassen die Blauen, die für Raumfahrt zuständig sind (daher über sehr hohe mathematische Fähigkeiten verfügen), Gelbe für medizinische Fragen und Forschung, Grüne für Programmierung und Technik, Violette für die Kunst und das Kreative, während die Grauen die Masse der Soldaten stellen und die Orangen Techniker und Ingenieure sind. Die niedrigste Stufe der Hierarchie bilden die Roten, sie bieten die Masse des Personals für körperliche Arbeit, Pinke müssen die verschiedensten sexuellen Dienstleistungen anbieten (mit hohen Suizidraten), Braune sind Köche und Diener. Obsidiane sind Elitesoldaten und spezielle Leibwächter, werden aber dennoch zu den niederen Farben gezählt und von den Goldenen besonders überwacht, da sie rund 200 Jahre nach Etablierung der Weltengesellschaft gegen diese rebellierten und sie beinahe gestürzt hätten.
Zu Beginn der Handlung existiert nur noch die Weltengesellschaft der Goldenen, die absolut und mit brutaler Gewalt herrschen. Die Goldenen legen besonders viel Wert auf einen idealisierten Ehrenkodex und familiäre Geschichte (mit entsprechender Genetik); besonders goldene Häuser, die ihre Geschichte bis zum Beginn der Eroberung zurückverfolgen können (unter anderem die Häuser Lune, Raa, Augustus und Bellona), demonstrieren dies gerne. So bilden dementsprechende Goldene auf ihren Duellschwertern (Razors) bevorzugt Szenen der Familiengeschichte ab. Razors dürfen nur von Goldenen geführt werden; sie sind härter als Diamant und können durch chemische Impulse in starrer Schwertform oder flexibler Peitschenform benutzt werden und sind als einzige Waffe in der Lage, ein Pulsschild direkt zu durchdringen. Goldene, die das Institut erfolgreich abgeschlossen haben (eine Eliteeinrichtung, die an mehreren Standorten vorhanden ist), erhalten eine rituelle Narbe im Gesicht und gelten fortan als Peerless Scarred („einzigartig Vernarbte“). Besonders diese blicken verächtlich auf andere Goldene herab, die sich nur dem Luxus hingeben. Von den rund 18 Milliarden Einwohnern im Sonnensystem sind rund 40 Millionen Goldene.
Die Gesellschaftsordnung ist an die römische Antike angelehnt (mit entsprechenden Amtsbezeichnungen, Sprachwendungen und Namensgebung vor allem bei den Goldenen). An der Spitze steht das Oberhaupt (im englischen Original Sovereign) und der Senat, wo die mächtigsten goldenen Familien repräsentiert sind, die auch über eigene Privatarmeen und Kriegsschiffe verfügen. Die einzelnen Planeten bzw. größeren Monde werden von Erzgouverneuren regiert. Es handelt sich um eine Oligarchie (die Titel sind zumindest formal nicht erblich), die von den größten und wohlhabendsten Häusern dominiert wird. Die Demokratie der alten Erde wird als die „noble Lüge“ bezeichnet, denn die quasi-feudale Gesellschaftsordnung der Goldenen basiert auf dem Recht des Stärkeren, das von ihnen glorifiziert wird; sie selbst sehen sich als die natürlichen Anführer der Menschheit. Während die „hohen Farben“ und teils auch „mittlere Farben“ ein relativ sorgenloses, oft sogar sehr luxuriöses Leben führen, sind die Lebensbedingungen der anderen Farben wesentlich schlechter; dies gilt besonders für die Masse der Roten.
Raumtransporter und Kriegsschiffe sind teils mehrere Kilometer lang. Moderne Waffentechniken wie Railguns, eine breite Palette von Energiewaffen und Schildtechnik werden im Raum- und Bodenkampf benutzt. Gravstiefel erlauben es, schallschnell zu fliegen, und implantierte Technik ist Alltag für viele Menschen. Holonetze dienen der Unterhaltung und Information, werden aber überwacht. Die Gentechnik ist sehr weit fortgeschritten.

## Red Rising
Auf dem inzwischen terraformten Mars (im Jahr 736 nach Eroberung der Erde durch die Goldenen) lebt die Hauptfigur Darrow, ein Roter, der als 16 Jahre alter Minenarbeiter Helium-3 abbaut, die Hauptenergiequelle für Terraforming und Raumfahrt. Darrow weiß zu Beginn der Handlung nichts von den früheren Ereignissen oder dass der Mars bereits von Menschen besiedelt wurde. Man spielt den unter sehr schlechten Bedingungen lebenden und arbeitenden roten Minenarbeitern vielmehr vor, sie würden für das Wohl der Menschheit arbeiten, damit die überbevölkerte Erde entlastet wird und sie dann später selbst auf der Oberfläche leben könnten. Das Motto der Weltengesellschaft (deren Symbol ist eine Pyramide mit dem Zeichen der Goldenen an der Spitze) lautet entsprechend Gehorsam / Opferbereitschaft / Wohlstand. Dafür nehmen die Roten weitgehend die Entbehrungen in Kauf: Neben der harten und gefährlichen Arbeit sind Nahrung, Medizin und Alltagsgegenstände rationiert und die Wohnverhältnisse sind sehr bescheiden; die Lebenserwartung der Roten ist zudem extrem niedrig, weshalb sie schon in ihrer Jugend Ehen abschließen. Bei Widerstand droht zudem das Eingreifen der grauen Sicherheitskräfte und eine harte Bestrafung bis hin zum Tod durch Erhängen.
Als Darrows geliebte Ehefrau Eo aufgrund eines harmlosen Protests (sie singt ein verbotenes Lied) hingerichtet wird, wobei der goldene Erzgouverneur des Mars, Nero au Augustus, anwesend ist, verliert Darrow seinen Lebensmut. Er begräbt Eo heimlich, was verboten ist, und soll dafür selbst gehängt werden. Er wird aber von einer Gruppe Widerstandskämpfern unter Führung des geheimnisvollen Dancer gerettet, die sich Söhne des Ares nennen und gegen die totalitäre Weltengesellschaft agieren. Dancer und seine rechte Hand Harmony klären den geschockten Darrow über die wahren Verhältnisse auf. Sie erkennen auch sein Potential und bieten ihm eine Chance auf Rache an. Er wird in einem kostspieligen und schmerzhaften Prozess von dem violetten Graveur Mickey genetisch grundlegend verändert und in einen Goldenen verwandelt. Er wird gleichzeitig sorgfältig ausgebildet, um als Goldener die oberste Ebene der Weltengesellschaft zu infiltrieren, wozu eine fiktive Identität für ihn angelegt wird.
Als Darrow au Andromedus verschafft sich Darrow nach bestandenen Vortests den Zugang zum Institut des Mars, wo die zukünftigen militärischen und politischen Führungspersonen der Goldenen ausgebildet werden. Dort macht er Bekanntschaft mit den Zwillingsbrüdern Cassius und Julian au Bellona. Es stellt sich heraus, dass das Institut in erster Linie ein großer brutaler Ausleseprozess ist, wobei verschiedene Gruppen (Häuser) gegeneinander kämpfen, bis eine den Sieg davon trägt. Hierbei gilt ebenfalls das Recht des Stärkeren, bereits im ersten Test stirbt die Hälfte der Anwärter. Darrow sieht sich gezwungen, Julian zu töten und die Tat vor Cassius zu verheimlichen. Nach einigen Rückschlägen formt Darrow eine Gruppe Gefolgsleute um sich, zu denen neben Cassius unter anderem der sensible Roque au Fabii und der Außenseiter Sevro gehören.
Darrow agiert sehr geschickt, wenngleich er gleichzeitig aufgrund seiner Doppelidentität und seinen Taten leidet (Goldene schrecken nicht vor Versklavung und Vergewaltigung anderer Goldener zurück) und auch teils zweifelt. Er wird aufgrund seiner bevorzugten Waffe als Reaper (Schnitter) bekannt und scheint kurz vor dem Sieg über seinen größten Rivalen, den brutal agierenden Schakal, zu stehen, als Cassius erfährt, wer seinen Bruder umgebracht hat. Cassius lockt Darrow in eine Falle und lässt ihn halbtot im Schnee zurück. Darrow wird von dem Mädchen Mustang gerettet, die zuvor ein gegnerisches Haus angeführt hat, das Darrow besiegte, wobei er aber ihr Leben schonte. Beide kommen sich näher und sie erfahren, dass der Test am Institut abgekartet ist: Beim Schakal handelt es sich um den Sohn von Nero au Augustus, der die leitenden Personen (Proctoren) bestochen oder bedroht hat, um den Sieg des Schakals sicherzustellen, wobei selbst Darrows eigener Proctor Fitchner in die Sache verwickelt ist.
Darrow und Mustang beschließen, das Spiel nach anderen Regeln zu spielen. Sie befreien nach und nach andere Anwärter und formen eine neue Gruppe, in der niemand als Besiegter, sondern als gleichwertiges Mitglied behandelt wird. Darrow besiegt nicht nur den Schakal, sondern erstürmt sogar die Kommandozentrale der Schiedsrichter, was in der Geschichte des Instituts nie zuvor geschehen ist. Es stellt sich heraus, dass der Schakal, Adrius au Augustus, der Bruder von Mustang ist, die eigentlich Virginia au Augustus heißt, die sich aber für Darrows Weg entschieden hat. Cassius au Bellona und Darrow trennen sich als Feinde, woraufhin der nun etwa 18 Jahre alte Darrow in die Dienste des verhassten Erzgouverneurs Nero au Augustus tritt, dem Erzfeind des Hauses Bellona.

## Golden Son– Im Haus der Feinde
Die Handlung spielt wenige Jahre nach Ende des ersten Bands. Darrow (nun Anfang 20) ist mit einigen Kameraden aus dem Institut auf der Akademie, wo die Goldenen die Regeln des Raumkampfs trainieren, um bei guten Ergebnissen hohe Posten anzutreten. An Darrow nagen Selbstzweifel, weil er seit längerer Zeit keinen Kontakt zu den Söhnen des Ares hatte. Im simulierten Raumkampf unterliegt er unerwartet Karnus au Bellona, einem älteren Bruder von Cassius. Karnus demütigt Darrow öffentlich zutiefst, so dass Nero au Augustus ihn fallen lässt. Darrow begleitet Nero noch nach Luna, dem Zentralort der Weltengesellschaft, wo ein Treffen von deren höchsten Repräsentanten stattfinden soll; anschließend sei Darrow auf sich selbst gestellt.
Auf Luna begegnet Darrow überraschend Adrius au Augustus, der ebenfalls nicht mehr die Gunst von Nero genießt und inzwischen in illegale Geschäfte verwickelt ist. Er bietet Darrow einen Ausweg an und dieser akzeptiert scheinbar. Darrows alter Freund Roque und die junge, sehr reiche Erbin Victra au Julii, die sich zu Darrow hingezogen fühlt, bieten ebenfalls ihre Hilfe an. Kurz darauf nehmen die Söhne des Ares Kontakt zu Darrow auf: Er soll auf dem Festbankett auf Luna eine Bombe zünden, was das Startsignal für eine Rebellion der Roten im Sonnensystem sei. Darrow begegnet auf dem Bankett Cassius au Bellona und seiner neuen Lebensgefährtin, die sich als Virginia au Augustus erweist, wobei beide in der Gunst von Octavia au Lune stehen, dem Oberhaupt der Weltengesellschaft. Darrow entscheidet sich gegen einen geplanten Terroranschlag und fasst stattdessen einen riskanten Plan, um die Herrschaft der Goldenen zu erschüttern: Er spielt den verletzten Goldenen und fordert Cassius, der als einer der besten Duellanten gilt, öffentlich zu einem Ehrenduell mit dem Razor heraus (eine sehr scharfe Klinge, die sich variable auch als Peitsche benutzen lässt und die ein Statussymbol für die hohen Goldenen ist).
Darrow gewinnt das Duell, da er Jahre zuvor insgeheim von dem legendären Schwertmeister Lorn au Arcos unterwiesen worden ist, wobei Cassius schwer verwundet wird. Es kommt unmittelbar danach zu einem offenen Machtkampf zwischen dem Oberhaupt, die die Bellonas unterstützt, und dem Hause Augustus hinsichtlich der Herrschaft auf dem Mars. Octavia au Lune will Darrow auf ihre Seite ziehen und stellt ihn unter Arrest, doch Virginia organisiert sein Entkommen und offenbart, dass sie nur auf Luna war, um ihre Familie zu schützen. Nero, Virginia und Darrow gelingt zusammen mit Victra, Adrius, Roque und anderen Goldenen die Flucht von Luna, wobei ihnen Sevro und die Heuler helfen, eine Gruppe von kampferprobten Außenseitern. Sie erhalten zudem Unterstützung von der Familie Telemanus, Gefolgsleute Neros vom Mars, die für Virginia wie eine Ersatzfamilie waren. Virginia erklärt Darrow, dass ihre Beziehung zu Cassius nie romantischer Natur war, sondern nur dem Schutz ihrer Familie diente und politisch motiviert war. Darrow und Virginia kommen sich langsam näher, während Darrows guter Freund Sevro ihm offenbart, dass er zum Teil ebenfalls ein Roter ist und für die Söhne des Ares arbeitet, deren Anführer Sevros Vater Fitchner au Barca ist. Darrow freundet sich auch mit dem Obsidianenkrieger Ragnar an, dem er anvertraut, dass sie alle gleich sind und die Farben keine Rolle spielen.
Darrow schlägt Nero einen mehrstufigen Plan vor, der ihnen nötige Schiffe und Geiseln beschaffen soll. Diese Pläne werden jedoch durch Verräter in den eigenen Reihen durchkreuzt. Darrow gelingt es zwar, den hoch angesehenen und mächtigen Lorn au Arcos zu gewinnen, doch Nero gerät in Gefangenschaft der Bellonas. Darrow und Virginia organisieren anschließend eine mächtige Armee und Flotte, mit der sie einen Angriff auf den Mars einleiten. Nach schweren Kämpfen gewinnt Haus Augustus unter Darrow und Virginia die Oberhand, auch Nero wird befreit, das Oberhaupt und die Bellonas müssen sich zurückziehen.
Darrow offenbart Virginia nun, dass er eigentlich ein geborener Roter ist, worauf sie sich irritiert von ihm abwendet. Bei den Siegesfeierlichkeiten des Hauses Augustus kommt es zum Verrat. Adrius, der aus anderer Quelle (offenbar Harmony, die auch die wahre Identität von Ares enthüllt und dafür verschont wird) von Darrows Identität erfahren hat, verbündet sich mit den Bellonas und Roque au Fabii, der als Goldener schockiert ist, dass Darrow ein Roter ist. Zusammen töten sie Freunde von Darrow und Neros Verbündete, darunter Lorn. Nero, der seinen Sohn verachtet, wird von Adrius persönlich getötet. Darrow selbst wird lebendig gefangen, der nun auch vom Tod Fitchners erfährt.

## Morning Star– Tag der Entscheidung
Darrow wird seit mehreren Monaten an einem unbekannten Ort in einem engen boxartigen Kerker in völliger Dunkelheit und Isolation festgehalten und künstlich am Leben erhalten. Er ist der Verzweiflung nahe, nachdem er nicht nur verraten wurde, sondern auch alle Hoffnung auf eine neue Zeit ohne Unterdrückung durch die Goldenen verloren hat. Schließlich wird er herausgeholt und muss erkennen, dass er in einem Sarkophag gefangen gehalten wurde, der sich in den Räumlichkeiten von Adrius au Augustus befindet, der nun als neuer Erzgouverneur des Mars fungiert und seiner sadistischen Ader freien Lauf lässt. Cassius au Bellona soll ihn nun nach Luna überführen, als Darrow von einer geheimen Zelle der Söhne des Ares (darunter die grauen Elitesoldaten Trigg und Holiday ti Nakamura) befreit wird, wobei Darrow auch Victra au Julii rettet, die ihm seit der Akademie zur Seite gestanden hatte und ebenfalls von Adrius verraten worden war. Sie werden zu Sevro gebracht, der den Krieg gegen die Weltengesellschaft fortgesetzt hat. Es herrscht inzwischen eine offene Rebellion, wobei das Geheimnis um Darrows Identität nun allgemein bekannt ist. Gleichzeitig führt die Weltengesellschaft einen Bürgerkrieg, da sich die Goldenen des äußeren Sonnensystems (die Mondlords) von Luna gelöst haben.
Darrow beteiligt sich mit Victra an Sevros Angriffsplan auf den reichsten Mann der Weltengesellschaft, der Quicksilver genannt wird und auf dem Marsmond Phobos residiert. Quicksilver offenbart jedoch, dass er im Verborgenen mit Fitchner zusammengearbeitet hat, um die Dominanz der Goldenen zu brechen. Darrow begegnet auch Virginia, die mit ihren Kriegsschiffen gegen die Weltengesellschaft weitergekämpft hat, aber in einer aussichtslosen Lage ist und daher mit Cassius au Bellona auf Phobos verhandeln wollte. Sie fliehen gemeinsam von Phobos, werden aber von Cassius abgefangen und machen eine Notlandung in der Polarregion des Mars.
Hier werden in archaischen Verhältnissen die Obsidiane der Weltengesellschaft erzogen, eine reine Kriegerkaste, der man vor Jahrhunderten nach einer Rebellion jede Technologie wegnahm und ihnen vorspielt, die Goldenen seien göttliche Wesen. In der Gruppe befindet sich auch Ragnar, ein Prinz der Obsidianen, der zu den engsten Freunden Darrows zählt und der hofft, die anderen Obsidianen von der Richtigkeit eines Aufstands zu überzeugen. Es gelingt ihnen, Cassius zu fangen, aber Ragnar stirbt auf dem Eis. Darrow kann den Obsidianen dennoch beweisen, dass die Goldenen sie nur betrogen und faktisch versklavt haben, woraufhin sie sich ihm unter Ragnars Schwester Sefi anschließen.
Darrow fasst einen gewagten Plan und zieht mit Virginias Schiffen in den äußeren Rand. Hier kann er durch eine List die aufständischen goldenen Mondlords unter Führung von Romulus au Raa auf seine Seite ziehen. Er spielt ihnen vor, dass das Oberhaupt an ihren Kommandeur Roque au Fabii Nuklearwaffen mit hoher Vernichtungskraft übergeben hat; da Octavia au Lune vor Jahrzehnten einen der Monde mit Nuklearwaffen vernichtet hat, befürchtet Romulus einen erneuten Nuklearangriff und schließt sich Darrow an. Darrow vernichtet die Flotte der Weltengesellschaft, die von seinem ehemaligen Freund Roque angeführt wird und erobert sogar dessen Flaggschiff, wobei sich Roque das Leben nimmt, was Darrow trotz aller Umstände betrübt. Gleichzeitig trickst er die aufständischen goldenen Mondlords aus und vernichtet deren größte Werftanlage bei Ganymed, so dass sie für die nächste Zeit keine Gefahr darstellen. Darrow und Virginia kommen sich wieder näher, während Sevro eine Beziehung mit Victra beginnt; beide heiraten kurz darauf. Die Spannungen in der Flotte, in der Goldene, Rote, Obsidiane und andere Farben miteinander agieren müssen, stellt die neue Allianz immer wieder vor neue Probleme. Darrow und Cassius sprechen sich aus und Darrow übergibt ihm Daten, die Cassius die Augen über das Oberhaupt öffnen.
Darrow und Virginia täuschen vor, nun Kurs auf den Mars zu setzen, während sie in Wahrheit Luna ansteuern. Dort tritt ihnen das Oberhaupt mit der gesammelten Flotte der Weltengesellschaft entgegen, unterstützt von der Flotte des Mars, da Adrius den Plan durchschaut hat. Bevor es zur eigentlichen Schlacht kommt, entlässt Darrow den gefangenen Cassius, der die Möglichkeit nutzt und Sevro tötet sowie Darrow und Virginia als Gefangene nach Luna bringt. Dort werden sie vom Oberhaupt im Innersten ihrer Zitadelle empfangen.
Unerwartet befreit Cassius nun Darrow und Virginia; zusammen mit dem ebenfalls nur scheinbar toten Sevro besiegen sie die Leibwachen des Oberhaupts und töten dieses, wobei Cassius zuvor Octavia den Grund für seinen Seitenwechsel verrät: Er wisse nun, dass es der Schakal war, der die Bellonas massakrierte, nicht Darrow, was das Oberhaupt gedeckt hat. Sie nehmen Adrius und den Enkelsohn des Oberhaupts, Lysander au Lune, gefangen. Adrius hat aber noch einen letzten Trumpf, indem er auf Luna deponierte Nuklearwaffen (die er zuvor aus dem Arsenal des Oberhaupts entwendet hatte) von einem Schiff in der Marsflotte aus zünden lässt, bevor dieses zerstört wird. Adrius wird hingerichtet, Cassius nimmt Lysander in seine Obhut und verlässt Luna, wo nach dem Sturz des Oberhaupts nun Virginia herrscht. Sie verspricht eine neue Zeit, in der die anderen Farben gleichberechtigt sind. Sie und Darrow kommen nun endgültig zusammen, wobei Virginia offenbart, dass sie bereits einen gemeinsamen Sohn namens Pax haben.

## Iron Gold– Asche zu Asche
Das Buch spielt zehn Jahre nach Morning Star, im 10. Jahr des „Sonnenkriegs“ (Solar War) und im Jahr 753 nach Eroberung der Erde durch die Goldenen. Virginia au Augustus ist mit Darrow verheiratet und herrscht als neues Oberhaupt über die Republik, die Luna, die Erde und den Mars umfasst. Die Republik ist die erste Demokratie seit über 700 Jahren, nachdem Luna unter Führung der ersten gentechnisch veränderten Goldenen die Erde eroberte. Die anderen Farben genießen nun neue Freiheiten und sind gleichberechtigt im Senat vertreten, dennoch existieren weiterhin erhebliche soziale Spannungen und Ungleichheiten, zumal auch viele Goldene weiterhin in der Republik leben und für sie arbeiten. Die politische Stimmung wird weiter aufgeheizt zwischen Vertretern der niederen Farben (die Dancer anführt) und der hohen Farben (den Optimaten, die Virginia unterstützen).
Der Krieg gegen die Reste der Weltengesellschaft, die sich um Merkur und Venus gesammelt haben, dauert ebenso an, wie ein fortgesetzter Terrorkampf gegen aufständische Rote auf dem Mars (die Terrorgruppe „rote Hand“). Luna, Erde und Mars wurden erst nach jahrelangen Feldzügen gegen die Reste der Weltengesellschaft befreit. Die äußeren Welten (die Mondlords des Jupiter und deren Verbündete) haben sich unabhängig gemacht und werden weiterhin von Goldenen regiert, die weder mit der Republik noch mit der dekadenten und zerfallenen Weltengesellschaft etwas zu tun haben wollen. Im Laufe der Handlung wird immer stärker deutlich, dass es leichter war das korrupte Imperium der Goldenen zu vernichten, als eine vollkommen neue und stabile Ordnung zu errichten.
Darrow (inzwischen 33 Jahre alt) ist zu einer Heldenfigur geworden, doch Selbstzweifel nagen an ihm ebenso wie der Wunsch, endlich den blutigen Krieg zu beenden und seine Zeit mit Virginia und ihrem Sohn zu verbringen. Ihm gelingt die Eroberung des Merkur, doch im Senat auf Luna mehren sich vor allem unter den Roten die Stimmen, die ein Ende des Krieges fordern und befürchten, dass Darrow seine Macht ausnützen könnte.
Drei neue Erzählpersonen werden eingeführt. Lyria ist eine Rote vom Mars und wurde von der Revolution bitter enttäuscht. Lysander au Lune, der Letzte seines Hauses, ist gemeinsam mit Cassius au Bellona im Asteroidengürtel unterwegs und versucht, einen neuen Lebenssinn zu finden. Ephraim ti Horn ist ein Grauer, ein desillusionierter ehemaliger Soldat und nun in illegale Geschäfte verwickelt.

### Darrow
Darrow hat den Merkur nach zweijähriger Belagerung durch einen verlustreichen „eisernen Regen“ (Iron Rain, eine massive planetare Invasion) erobert, dabei aber eine direkte Anordnung des Senats ignoriert. Er nimmt nun auf Luna am Triumphzug mit seiner 7. Legion teil. Er warnt die führenden Politiker, dass die Weltengesellschaft noch nicht geschlagen ist, da die Venus weiter unter Kontrolle von Magnus au Grimmus steht, dem neuen Anführer der goldenen Hardliner im Kern. Aus diesem Grund will Darrow um weitere Truppen und Schiffe für eine Invasion der Venus bitten, um den Krieg endlich zu beenden. Darrows Frau Virginia versucht ihm die politischen Komplikationen zu veranschaulichen und wie stark der Widerstand im Senat sein kann. Besonders Darrows ehemaliger Mentor Dancer stellt sich mit seiner Bewegung Vox Populi einem weiteren verlustreichen Krieg entgegen und äußert auch Bedenken, dass Darrow seine Macht missbrauchen könnte. Im Familienkreis muss Darrow erleben, wie sich sein Sohn Pax aufgrund der häufigen Abwesenheit Darrows distanziert hat.
Die politische Lage spitzt sich auf Luna immer mehr zu, als die Nachricht durchsickert, dass die Weltengesellschaft Darrow Friedensgespräche angeboten hat, welche dieser jedoch ausschlug und dem Senat sowie seiner Frau verheimlichte, da er eine Falle vermutet hat. Im Senat gewinnen die Friedenskräfte um die radikale Vox Populi die Oberhand und Darrow wird unter Hausarrest gestellt. Ihm droht nun eine Anklage, doch er weist den Vorschlag Sevros ab, mit der loyalen 7. Legion einen Putsch zu unternehmen und den Senat auszuschalten. Darrow plant jedoch eine Geheimoperation auf der Venus, um Magnus au Grimmus zu beseitigen. Zu diesem Zweck desertiert er mit Sevro und einem Großteil der Heuler (dem Kern der Spezialkräfte in Darrows Legionen) und überfällt auf der Erde das Hochsicherheitsgefängnis Deepgrave, um gefangene Goldene als Druckmittel auf der Venus zu benutzen. Zu diesen Goldenen gehört Apollonius au Valii-Rath, ein verurteilter Kriegsverbrecher und halbwahnsinnig, aber auch ein fähiger General, der es sich mit Magnus verscherzt hatte. Darrow lässt eine kleine Sprengladung im Kopf von Apollonius anbringen und zwingt ihn zur Mitarbeit, zumal dies dem Goldenen auch seine gewünschte Rache verschafft. Darrow begleitet unter anderem auch seine Nichte Rhonna und sein Adjutant Alexandar au Arcos, der älteste und fähigste Enkel von Darrows alten Schwertmeister Lorn au Arcos, der am Ende von Golden Son ermordet wurde.
Auf der Venus angekommen muss Darrow feststellen, dass von Apollonius' ehemaligen Streitkräften nur ein kläglicher Rest übrig ist. Dennoch planen sie den Überfall auf Magnus au Grimmus, der sich auf einer Festungsinsel befindet, wo er schon seit Jahren keine Audienzen mehr gewährte. Nach harten Kämpfen gelingt es Darrow mit den Heulern und Apollonius, zur Insel zu gelangen. Sie finden zu ihrer Überraschung einen schwer erkrankten Magnus vor, der seit einem von Apollonius angeordneten Attentat nur dahinsiecht und keine Regierungsgeschäfte mehr wahrnehmen kann. Magnus erklärt Darrow, dass nicht er die Weltgesellschaft mehr anführt, sondern seine einzige noch lebende Tochter, Atalantia au Grimmus, die mit ihrer Flotte und frischen Legionen bereits auf dem Weg zum Merkur ist, um dort Darrows Truppen zu massakrieren. Darrow erfährt nun auch, dass sein Sohn Pax und Sevros älteste Tochter Electra entführt wurden. Apollonius zündet Magnus an, der schreiend in den Flammen stirbt, und wird von Darrow auf der Venus zurückgelassen. Darrow plant, zum Merkur aufzubrechen, doch Sevro trennt sich wütend von ihm und schwört, dass er seine älteste Tochter befreien wird.

### Lyria
Die junge Rote Lyria lebt seit der Befreiung aus den Minen in einem trostlosen und überfüllten Flüchtlingslager der Republik auf dem Mars. Sie fühlt sich enttäuscht von dem Aufstand und empfindet auch keine Sympathie für Darrow, der doch eine Goldene geheiratet hat und sich ihrer Meinung nach nicht um die Bedürfnisse des einfachen Volkes kümmert, ebenso wie seine Frau, das neue Oberhaupt. Die Lebensverhältnisse im Lager sind sehr bescheiden und es scheint keine Besserung in Sicht zu sein. Lyrias älteste Brüder dienen in den republikanischen Legionen, ihre anderen Verwandten sind aber noch im Lager, darunter ihr Lieblingsneffe, der blinde Liam. Das Lager wird von der roten Terrororganisation „rote Hand“ überfallen (die von Harmony geführt wird, eine ehemalige Untergebene von Dancer); alle Verwandte und Freunde Lyrias außer Liam kommen ums Leben. Lyria selbst hilft einem goldenen Ritter, der zur Hilfe kam und bei dem es sich um Kavax au Telemanus handelt, einem engen Freund und Verbündeten von Virginia au Augustus und Darrow. Kavax lässt sich überreden, sowohl Lyria als auch Liam mit nach Luna zu nehmen, wobei Lyria als Dienerin arbeitet.
Auf Luna lernt Lyria vieles kennen, was ihr unbekannt war. Doch obwohl sie Kavax dankbar ist, hat sie immer noch einen Groll gegen Virginia au Augustus, der sie vorwirft, nur Versprechungen gemacht zu haben, aber viele niedere Farben ihrem Schicksal überlassen habe. Sie freundet sich mit einem Grauen namens Philippe an, der sie aufmuntert und ihr das Gefühl gibt, etwas zu bedeuten. Philippe schenkt ihr ein Medaillon zur Erinnerung an ihn. Nach einer Feier bei Quicksilver, bei der Lyria als Dienerin Kavax sowie Virginias Sohn Pax und Electra (die älteste Tochter von Sevro) begleitet hatte, kommt es zu einem Vorfall im Shuttle: Philippes Geschenk entpuppt sich als EMP-Drohne und Teil eines Plans, das Shuttle auszuschalten und alle Insassen kampfunfähig zu machen. Das Shuttle wird anschließend von Philippe und einem Team geentert, die Pax und Electra entführen. Philippe will Lyria töten, da sie zu viel weiß, doch er bringt es nicht fertig und entführt sie ebenfalls. Philippe reist zu einem Geheimtreffen, wobei die Kinder übergeben werden. Lyria erwacht aus ihrer Starre, stiehlt Philippes Pistole und kann mit viel Glück entkommen. Sie macht sich furchtbare Vorwürfe, da bei der Flucht aus dem Shuttle Kavax schwer verletzt wurde und sich zwei Kinder nun in den Händen von Verbrechern befinden.
Lyria stellt sich den Behörden und wird vom Sicherheitsteam des Oberhaupts unter Leitung von Holiday ti Nakamura befragt, dem Lyria alles über Philippe berichtet. Lyria wird von ihnen als Terroristin oder Agentin der Weltengesellschaft betrachtet, die man notfalls auch foltern darf. Da schreitet Virginia ein, die die Befragung übernimmt und von Lyria wissen will, warum sie zurückgekehrt ist. Lyria gesteht, dass sie das Oberhaupt und Darrow verachtet hat und ihnen die Schuld für ihr schlechtes Leben gab; aber sie müsse eine Schuld gegenüber Kavax begleichen und sie wolle, dass sich Liam niemals für sie schämt. Lyria kann wichtige Hinweise geben, anhand der Spuren auf der gestohlenen Pistole wird Philippe identifiziert: Es handelt sich um Ephraim ti Horn, einem ehemaligen Soldaten und nun freischaffenden Agenten, der sich auf Kunstdiebstähle spezialisiert hat. Er ist zudem der ehemalige Verlobte von Trigg ti Nakamura, der zusammen mit seiner Schwester Holiday zu Beginn der Handlung von Morning Star Darrow befreit hat, aber dabei getötet wurde. Virginia wird klar, dass sich ihr Sohn in den Händen der Verbrecherorganisation Syndikat befindet. Lyria wird später in ihrem Quartier betäubt und entführt, offenbar im Auftrag von Victra au Julii-Barca, der Ehefrau Sevros und Mutter von Electra.

### Ephraim
Ephraim ti Horn hatte vor dem Aufstand als Versicherungsagent gearbeitet. Er verliebte sich in Trigg ti Nakamura, nach dessen Tod er sich den Söhnen des Ares anschloss, um sich zu rächen. Während der Gefechte um Luna wurde Ephraim von weiteren Gräueltaten traumatisiert, so dass er drogenabhängig wurde. Nun arbeitet er als Dieb für kostspielige Objekte mit einem Team von drei weiteren Personen (der Obsidianen Volga, der Hackerin Cyra und Dano). Ephraim bekommt ein äußerst lukratives Angebot, das er nicht ausschlagen kann, selbst wenn er wollte, denn der Auftraggeber ist das Syndikat. Dabei handelt es sich um die größte und mächtigste Verbrecherorganisation auf allen Welten, die von Drogenhandel, Schmuggel, Erpressung bis hin zu Mord alles abdeckt. Der „Fürst der Hände“ (ein kostspieliger Pinke, der früher offenbar als Sexsklave für Goldene gedient hat), der für die „Königin des Syndikats“ den Auftrag erteilt, gibt ihm alle notwendigen Informationen, die offenbar aus dem inneren Kreis des Oberhaupts stammen. Ziel ist die Entführung von Pax au Augustus und Electra au Julii-Barca.
Volga, die zwar als „Muskeln“ des Teams dient, aber innerlich sehr empfindsam ist, findet den Auftrag verwerflich, ihre unbedingte Loyalität gegenüber Ephraim, der ihr als Vaterersatz dient, lässt sie jedoch mitmachen. In seiner Tarnidentität als „Philippe“ nimmt Ephraim Kontakt zu Lyria auf und freundet sich an. In Wahrheit ermöglicht ihre naive Offenheit jedoch den indirekten Zugang zu den Missionszielen. Das Shuttle mit Pax und Electra wird von Ephraims Team in einer spektakulären Aktion abgefangen, die Kinder und auch Lyria entführt, als sich Ephraim nicht überwinden kann, sie doch zu töten. Unerwartet kann sich Kavax au Telemanus jedoch befreien und tötet Dano, bevor Volga ihn unschädlich machen kann. Ephraim reist zum Treffen mit dem Fürsten der Hände und übergibt die Kinder. Der Fürst weist auf die Illoyalität der Hackerin Cyra hin, die vor Ort getötet wird. Unerwartet befreit sich Lyria und flieht, was den Fürsten verärgert, der aber Ephraim, an dem er Gefallen gefunden hat, und Volga ziehen lässt. Volga ist von den Morden und der Kindesentführung erschüttert und streitet mit dem weiterhin unter dem Einfluss von Drogen stehenden Ephraim, der ihre Gefühle tief verletzt und sie schroff erinnert, dass sie beide von Luna verschwinden müssen.
Am nächsten Tag erscheint Volga nicht am Treffpunkt, dafür aber Holiday ti Nakamura, die Schwester von Ephraims toten Verlobten Trigg, und Lyria. Lyria verachtet Ephraim dafür, sie nur benutzt zu haben, und Holiday verachtet Ephraim für seine Taten. Sie meint, dasselbe würde für Trigg gelten, wenn dieser noch leben würde, woraufhin ein wütender Ephraim ihr Vorwürfe für Triggs Tod macht. Ephraim hat nur Geringschätzung für Virginia, Darrow und die neue Republik übrig, für die er einst so entschlossen gekämpft hat, weil goldene Kriegsverbrecher begnadigt wurden und das neue Oberhaupt und Darrow nur die Pfründe genießen würden, während sein eigenes Team damals von Goldenen zu Tode gefoltert wurde. Holiday als Kommandeurin der Garde des Oberhaupts erpresst jedoch Ephraims Kooperation: Die Sicherheitskräfte haben Volga in ihrer Gewalt und an Flucht für Ephraim ist nicht zu denken. Nur wenn er die Kinder nach Hause bringt, kann er sein und Volgas Leben retten.
Ephraim nimmt Kontakt zum Fürsten der Hände auf und vereinbart ein Privattreffen. Sie essen gemeinsam und Ephraim ist offen für das Angebot, für den Fürsten zu arbeiten. Ephraim bietet auch sich selbst dem Fürsten an, der das Angebot annehmen will, als Ephraim ihn entwaffnet und zwingt, ihm die Kinder zu zeigen. Er befreit Pax und Electra, die keinesfalls verzweifelt wirken, sondern aufgrund ihrer Herkunft und Ausbildung recht professionell agieren und sich auch mit Razors bewaffnen. Ihnen gelingt die Flucht im Privatschiff des Fürsten, den sie zurücklassen müssen. Doch bevor sie ein Team des Oberhaupts erreichen können, stürzt ihr Schiff auf Luna ab.

### Lysander
Lysander au Lune ist das letzte Mitglied eines der vornehmsten goldenen Häuser, das seine Ursprünge bis zum Gründer der Weltengesellschaft, Silenius au Lune, zurückverfolgen kann. Gemeinsam mit Cassius, dem letzten männlichen Bellona, und der Pilotin Pytha reist er auf der alten Korvette Archimedes durch die Randzone zwischen Republik und dem Rand-Dominion, wo die goldenen Mondlords des Jupiters eigenständig herrschen. Lysander leidet unter dem Exil, hat aber eine Freundschaft zu Cassius aufgebaut. Lysander ist immer noch überzeugt davon, dass die Menschheit von Gold beherrscht werden sollte, wohingegen Cassius zwar leidet, dass Virginia nun mit Darrow verheiratet ist, sich aber mit der Notwendigkeit einer Republik als Alternative zum alten System abgefunden hat.
Die Archimedes trifft auf einen Frachter, der wohl von Obsidian-Piraten aus dem tiefen Raum überfallen wurde, den sogenannten Ascomanni. Lysander begibt sich mit Cassius an Bord, wo sie ein Gemetzel und einige wenige Überlebende finden. Darunter ist eine junge Goldene, die Lysander den Razor entwendet und sich am folgenden Kampf gegen die Ascomanni beteiligt. Die Frau hat Koordinaten dabei und Lysander überredet Cassius, sich dorthin zu begeben. Vor Ort werden sie von Schiffen des Rand-Dominions abgefangen. Es handelt sich bei der jungen Goldenen um Seraphina au Raa, der Tochter von Romulus au Raa, dem Herren des Dominion. Lysander, Cassius und Pytha werden deren Gefangene und nach Io gebracht, wo sie Romulus und anderen Mitgliedern der Familie Raa begegnen, wobei Lysander und Cassius eine falsche Identität als erfolglose goldene Brüder vortäuschen, die es in die Randzone verschlagen hat. Seraphina hatte Beweise dafür gesucht, dass Darrow die Randzone vor zehn Jahren getäuscht hat, wofür ihr Daten zugespielt wurden, die sich nun im Safe der Archimedes befinden. Romulus hingegen weigert sich, dieser Geschichte zu glauben. Auf Io kommt es zum Putsch gegen Romulus, da seine Ehefrau Dido an diese Daten glaubt und Seraphina unterstützt hat.
Bei einem Essen mit der Familie Raa offenbart Dido, dass sie wisse, wer Cassius wirklich sei: Der Razor, den Seraphina Lysander entwendet hatte, trug das Zeichen des Hauses Bellona. Haus Raa verachtet die Bellonas, weil diese damals (am Ende von Golden Son) nach dem Triumph Neros au Augustus an dessen Ermordung beteiligt waren, wobei auch der Vater von Romulus und eine seiner Töchter brutal ermordet wurden. Dido glaubt allerdings, dass Lysander ein überlebender jüngerer Bellona sei. Cassius soll den Safe öffnen, damit man die Beweise für Darrows Tat vor zehn Jahren begutachten kann, doch Cassius weigert sich standhaft. Trotz seines früheren Lebens will Cassius nicht für einen neuen Krieg gegen die Republik verantwortlich sein, lieber würde er getötet werden; den Raas wirft er Naivität vor, weil sie nicht wissen, was in einem Krieg mit Darrow und seinen Leuten auf sie zukommt. Er verbietet des Weiteren Lysander, den Code zu verraten. Daraufhin wird ein Duell angeordnet, da Cassius eine Blutschuld zu verantworten hat. Diomedes au Raa, ein Sohn Didos und einer der besten Duellanten der Randzone, weigert sich allerdings. Andere Duellanten treten gegen Cassius an, der sie nach und nach besiegt, dabei aber immer mehr Verletzungen erleidet. Lysander, der keine Liebe für die Republik verspürt und von den Goldenen der Randzone beeindruckt ist, interveniert und verrät, dass er in Wahrheit ein Mitglied des Hauses Lune sei und den Code kenne.
Nach dem Duell wird Lysander mitgeteilt, dass Cassius verstorben ist. Die Daten im Safe ermöglichen es Dido, ihren Mann Romulus anzuklagen. Ihr Ziel ist, einen neuen Krieg gegen die Republik zu entfachen und die Macht im Dominion zu erhalten; anschließend würde sie ihren Mann entlasten und sie würden gemeinsam kämpfen. Doch Romulus gesteht unerwartet ein, dass er vor zehn Jahren gewusst habe, dass Darrow ihn ausgetrickst hatte, er aber keinen Krieg im Kern führen wollte. Dido ist entsetzt, als das Gericht Romulus nun des Verrats anklagt, da keine andere Option zur Verfügung stehe. Romulus verabschiedet sich von Dido (für die er vor Jahrzehnten auf der Venus einen Krieg geführt hat, um sie zu gewinnen) und seiner Familie und begeht Suizid, indem er sich der giftigen Umwelt von Io aussetzt. Dido, tief getroffen über den Tod ihres Mannes, will nichts von Lysander wissen. Dieser aber bietet Dido ein Bündnis an: Randzone und die Reste der Weltengesellschaft sollen sich gegen die Republik vereinen, die angeblich unfähig sei, die Welten zu regieren. Darrow und die Republik müsse man vernichten.

## Dark Age– Das dunkle Zeitalter
Dark Age schließt fast unmittelbar an die Handlung von Iron Gold an und spielt wenige Wochen danach. Erzähler sind Darrow, Lysander, Lyria, Ephraim und (neu hinzugekommen) Virginia au Augustus, das Oberhaupt der Republik und Darrows Ehefrau. Die Handlung spielt im 11. Jahr des „Sonnenkriegs“ (Solar War) und im Jahr 754 nach Eroberung der Erde durch die Goldenen. Es ist der bislang wohl düsterste und brutalste Band in der Red Rising-Reihe.
Darrow hat sich zum Merkur begeben und das Kommando über die Freien Legionen der Republik übernommen, denen die Vernichtung durch die feindliche Übermacht unter Atalantia au Grimmus droht, deren Raumschiffe den Himmel beherrschen. Unter widrigsten Umständen versucht Darrow dennoch, einen Ausweg zu finden, wenngleich er sich innerlich unsicher ist, den Merkur zu überleben. Ein riskanter Plan entwickelt unvorhersehbare Folgen und in der letzten gehaltenen Stadt auf dem Merkur sieht sich Darrow mit dem Ende konfrontiert.
Lysander au Lune trifft am Merkur ein und ein Bündnis zwischen den Goldenen des Rands und des Kerns scheint möglich. Lysander ist fest von der Vorstellung besessen, dass nur Gold richtig herrschen könnte. Er beteiligt sich an der Invasion, wird aber verraten und gelangt dann über Umwege doch an einen Punkt, wo er den so ersehnten Ruhm erwerben kann.
Virginia versucht derweil auf Luna alles, um ihrem Mann und seinen Truppen Hilfe zu schicken, doch die politische Lage auf Luna polarisiert sich immer mehr. Dennoch glaubt Virginia, für die entscheidende Abstimmung die notwendige Stimmenmehrheit gewinnen zu können. Ebenso besteht Hoffnung für ihren entführten Sohn Pax. Ihre alte Freundin Victra au Julli-Barca, ebenso reich wie unberechenbar, ist ebenfalls fest entschlossen, ihre Tochter Electra und Virginias Sohn mit allen Mitteln zu befreien. Doch sowohl Virginia als auch Victra tappen in eine Falle ihrer Feinde.
Ephraim ti Horn ist mit Pax und Electra auf dem Mars bei den Obsidianen. Deren Königin Sefi verfolgt eigene Ziele, die der Republik nutzen, aber auch schaden können. Es machen sich Spannungen bemerkbar und vom Rand treffen Nachrichten von Obsidianen aus dem tiefen Raum ein. Ephraim hat nur ein Ziel: Sich heil aus der Affäre ziehen, Volga wiederzusehen und dabei die beiden Kinder zu schützen. Doch dann kommt alles anders als geplant, zumal die Obsidiane nicht vor Verrätern in den eigenen Reihen geschützt sind.
Lyria ist in der Hand von Victra au Julii-Barca, ebenso wie Volga. Alle drei Frauen finden sich schließlich auf der Flucht auf dem Mars wieder, nachdem mutierte Obsidiane Victras Schiff erobert haben. Victra ist in der Endphase ihrer neuen Schwangerschaft, ihr Ziel ist daher die Kommunikation mit den Hauslegionen der Julii-Barcas auf dem Mars. Doch Verfolger drohen sie einzuholen, bevor es dazu kommt.

### Darrow
Auf dem Merkur hat Darrow das Kommando über zehn Millionen Soldaten der Republik, deren Flotte zerstört ist und die nur die planetaren Schilde vor ihrer völligen Auslöschung durch Atalantia au Grimmus schützen. Die Lage ist verzweifelt, zumal am Boden Atlas au Raa bereits einen brutalen Guerillakrieg gegen die republikanischen Truppen führt. Atlas gelingt es, die planetaren Schilde weitgehend zu sabotieren. Darrow ist vollkommen überrumpelt, da er sorgsam eine Falle vorbereitet hatte, die nicht zuschlug. Binnen kurzer Zeit werden Millionen von Darrows Legionäre durch Atomwaffen vernichtet. Darrow hat keine Wahl und aktiviert die Storm Gods, Relikte des alten Terraforming-Prozesses, die noch vorhanden und ein gut gehütetes Geheimnis des Hauses Lune waren, an das die Republik gelangte. Doch Darrows Vertraute Orion steigert ohne dessen Zustimmung die Leistung der Maschinen, um den ihr verhassten Merkurianern zu schaden. Die Folgen sind fatale Stürme, die eine ökologische Katastrophe auslösen: Zwar wird die weitere Landung von gegnerischen Truppen unterbunden, aber der Meeresspiegel steigt rasch an und überflutet die Hauptstadt Tyche. Darrow hat die Wahl, die Reste seine Truppen zu sammeln oder diese zusammen mit Atalantias Elite-Legionen zu vernichten. Er entscheidet sich, seine Truppen zu retten und in die Großstadt Heliopolis zu führen, auf die der Feind ebenfalls zusteuert. Seinem treuen Adjutanten Alexandar au Arcos gestattet er, in einem Selbstmordkommando nach Tyche zu gehen und Zivilisten zu retten.
Vor Heliopolis gelingt es Darrow durch einen kühnen Plan, wobei große Teile seiner Armee unter Thraxa au Telemanus die Wüste Ladon durchqueren, die Elite des Feindes zu vernichten und die Stadt zu erobern. Dennoch ist die Lage kritisch. Nur noch Heliopolis wird von Darrow gehalten und er hat nicht genügend Schiffe, um seine Truppen zu evakuieren. Wenn die Schilde versagen, sind sie alle tot, doch auch so sterben sie langsam an Nahrungsmittelmangel und den Folgen der Strahlung durch die von den Feinden eingesetzten Atomwaffen. Darrow redet seinen Offizieren – darunter Harnassus (der mit der radikalen Vox Populi auf Luna sympathisierte), Thraxa und dem Heuler Screwface (dessen richtiger Name nie genannt wird, der aber Darrow seit fast 20 Jahren kennt und für Spionage zuständig ist) – ins Gewissen: Sie müssen daran glauben, dass Rettung von Luna eintreffen wird, ihr Oberhaupt Virginia wird sie nicht im Stich lassen. Da erreicht Darrow eine Nachricht von Atalantia: Auf Luna hat es einen Putsch durch die Vox Populi gegeben, Virginia sei offenbar tot und der neue Regierungschef Publius cu Caraval wird keine Hilfe senden. Darrow solle kapitulieren, dann würde er ehrenhaft hingerichtet und wenigstens einige seiner Männer und Frauen würden überleben. Darrow nimmt die für die Moral der eigenen Legionäre und ihn persönlich katastrophalen Nachrichten stoisch hin, innerlich ist er aber fast bereit aufzugeben, wenn seine Offiziere es auch wollen. Kurz darauf treffen automatisierte Tarn-Kapseln ein, die Vorräte bringen und eine Nachricht seiner nun scheinbar toten Ehefrau: Sie liebe ihn und habe ihn nie aufgegeben.
Darrows Offiziere weigern sich geschlossen zu kapitulieren und er selbst entwirft einen Plan. In Heliopolis trifft unerwartet Alexandar ein, der aus der Gefangenschaft zusammen mit einem entstellten Goldenen namens Cato fliehen konnte. Alexandar und Rhonna kommen sich näher, während Darrow den Meistertechniker Glirastes (der bis zum Einsatz der Storm Gods Darrow unterstützt hat) dazu zwingt, einen gewaltigen Elektromagnetischen Impuls (EMP) vorzubereiten, der die Technik des Feindes ausschalten und Darrows Legionen die Flucht erlauben soll. Doch Glirastes verrät Darrow, da er auf die Seite der Weltengesellschaft gewechselt ist. Es kommt zu Aufständen durch Loyalisten in Heliopolis, wo der EMP zu früh ausgelöst wurde. Darrow muss erkennen, dass Cato in Wirklichkeit Lysander au Lune ist, über den keine Daten vorhanden waren und dessen Gesicht während der Kämpfe auf dem Merkur entstellt wurde. Es war Lysander, der Glirastes zum Überlaufen überredete und der nun einen Sturmangriff seiner Prätorianer einleitet, die auf gewaltigen, gentechnisch veränderten Pferden Darrows Truppen überrennen, die aufgrund des EMP-Effekts keine schweren modernen Waffen einsetzen können.
Darrow ist wie entfesselt. Er rechnete nie ernsthaft damit, den Merkur zu überleben. Ihm ging es darum, die Truppen der Weltengesellschaft ausbluten zu lassen und das ist ihm gelungen. In dieser ausweglosen Situation, wo seine Legionäre abgeschlachtet werden und er seine Frau für tot hält, wird er wieder zum berühmten Reaper, der jeden Gegner brutal beseitigt, auf den er trifft. Es kommt zum Kampf mit Lysander, der über eine erlernte mentale Technik verfügt, die ihm erhebliche Vorteile verschafft (Mind's Eye), und der nicht wie Darrow bereits angeschlagen ist. Darrow wird von Lysanders Razor durchbohrt und von Thraxa gezwungen, sich in die letzte Bastion zu begeben.
In der Bastion ist allen klar, dass es vorbei ist und ihnen bei Gefangennahme nur Folter und Tod bevorstehen. Screwface ist dem Tod nahe. Thraxa meint, sie hätten alles versucht, nun werde sie Suizid begehen. Darrow klammert sich nicht mehr ernsthaft an den Gedanken von Rettung und stimmt Harnassus zu, dass sie im Gefecht sterben wollen. Da trifft vollkommen überraschend Rettung in Form von Cassius ein, der noch lebt und mit einer modifizierten Archimedes sowie einem republikanischen Strike-Team eingetroffen ist und Darrow und einen Teil der Führung rettet.

### Lysander
Lysander trifft mit einer Abordnung des Rand-Dominion bei Atalantia au Grimmus ein und begegnet dort seinem Jugendfreund, dem launischen, aber nun tödlichen Ajax au Grimmus, Atalantias Neffen. Dominion und Weltengesellschaft stehen sich feindselig gegenüber, vereinbaren aber ein Bündnis gegen die Republik. Lysander begleitet zusammen mit Seraphina au Raa und Kalindora au San (einer Tante Alexandars au Arcos, aber auch einer Freundin von Lysanders toten Mutter) die Truppen von Ajax, die auf Merkur landen. Mit dabei sind auch Teile der alten Prätorianergarde der Lunes, die es bis zum Merkur geschafft haben und nun wieder in Lysanders Dienst treten. Alles verläuft nach Plan, bis unerwartet heftige Stürme ausbrechen, die Menschen und Material kosten. Lysander erkennt, was Darrow getan hat und wird von Ajax beauftragt, den nächsten Storm God auszuschalten. Seraphina stirbt im Gefecht, während Lysander und sein Team von Ajax verraten und sich selbst in der Wüste überlassen wird. Offenbar sah Ajax, der sogar Geliebter seiner Tante Atalantia ist, nun Lysander als unliebsamen Konkurrenten an, der den alten Namen Lune trägt. Lysanders Team wird nach und nach kleiner, er selbst gerät wieder in eine Falle von Ajax und wird auch im Gesicht entstellt. Dank der von seiner Großmutter Octavia au Lune erlernten mentalen Technik des Mind's Eye, die ihm für einige Zeit erhöhte Fähigkeiten und Reflexe erlaubt, kann er sich aber durchschlagen.
Lysander glaubt trotz der gesehenen Gräueltaten und des Verrats weiterhin, dass nur die Goldenen herrschen und als „gute Hirten“ die Menschheit führen können, während die niederen Farben sich mit ihrem Platz abzufinden hätten. Er gerät schließlich in Gefangenschaft von Atlas au Raa, der einen Terrorkrieg gegen Darrow führt und dafür zu Vergewaltigung und Pfählung greift. In dieser Gefangenschaft befindet sich auch ein gefolterter und entstellter Alexandar, der mit wenigen goldenen Rittern in Tyche Menschen retten konnte, nur um dann in Atlas’ Händen zu landen. Atlas weiß, wer Lysander ist und offenbart, dass Atalantia in wenigen Tagen Giftgas gegen Heliopolis einsetzen und alle Menschen dort töten wird. Lysander hält dies nicht für gerecht und überredet Atlas zur vorgetäuschten Flucht, wofür er sich der Unterstützung Alexandars versichert. Sie erreichen Heliopolis, wo Darrow begeistert Alexandar empfängt, Atlas wegsperren lässt und Lysander (der sich weiterhin als Cato ausgibt) erlaubt, sich mit Glirastes zu treffen. Dieser kennt die Tarnidentität des Cato, die Lysander vor Jahren schon einmal benutzt hat. Glirastes rechtfertigt seine frühere Unterstützung für Darrow damit, dass Gold zu grausam geworden sei, mit Todesquoten und ganz offener Sklaverei. Lysander manipuliert Glirastes jedoch und kann ihn zum Überwechseln überreden. Lysander baut auf die Loyalisten in Heliopolis, die, wenn der EMP-Impuls frühzeitig aktiviert wird, die Gefangenenlager öffnen und so in der Mitte von Darrows Legionen Hunderttausenden von Soldaten freie Hand lassen.
Am Tag des Angriffs wird Lysander (alias „Cato“) plötzlich von Alexandar au Arcos und Rhonna besucht, die da noch nicht ahnen, wer er wirklich ist. Lysander bemerkt die Nähe des Goldenen und der Roten, was er aufgrund der hohen Abstammung Alexandars und der unterschiedlichen Farben verabscheut. Alexandar und Rhonna werden über implementierte Kommunikationsmodule informiert, dass Cato in Wirklichkeit Lysander ist. Lysander bemerkt das veränderte Verhalten rechtzeitig: Er schaltet Rhonna brutal aus, lässt sie aber am Leben, um sie zu bedrohen. Das rettet Lysander im letzten Moment das Leben, da Alexandar ihn fast mit seinem Razor getötet hätte, aber in Sorge um Rhonna aufgibt. Alexandar, ein vornehmer Goldener und sogar ein Cousin von Lysander, aber ganz der Sache des Aufstands ergeben, verachtet Lysander für seine Taten. Als Alexandar, der ein hervorragender Schwertkämpfer ist, erkennt, dass Lysander sich nicht zum Duell mit dem Razor stellt, erklärt er Lysander für ehrlos, der ihm in den Kopf schießt. Lysander kann anschließend Darrow nur knapp entkommen, als der EMP-Impuls ausgelöst wird und dadurch Verwirrung entsteht. Wie geplant greifen Loyalisten Darrows Truppen an und befreien Gefangene der Weltengesellschaft, die mit Lysander Jagd auf die Freien Legionen machen. Darrows Truppen werden wie erwartet überrannt, wobei Prätorianer und Kalindora sich Lysander anschließen. Lysander gelingt es nicht, Darrow im Zweikampf eindeutig zu besiegen, doch dafür sitzt der nun in einer Falle ohne Ausweg. Ajax trifft ein, der seine mörderische Wut auf Lysander nicht versteckt, aber erkennen muss, dass Lysander den Sieg errungen hat. Da gelingt es einem Schiff, doch noch zu entkommen, wobei Lysander es erkennt und nun auch weiß, dass Cassius nicht tot ist und für die Republik arbeitet.
Die überlebenden Legionäre Darrows erwartet der Tod (zwei Millionen werden gepfählt) oder das lange Sterben in Arbeitslagern. In Heliopolis kommt es zum Triumphzug, doch Lysander erkennt, dass er für Atalantia nun ein zu gefährlicher Rivale ist, um am Leben zu bleiben. Er schlägt ihr ein Bündnis vor, das durch eine Verbindung zwischen ihnen beiden besiegelt werden soll. Atalantia, die Lysander auch sexuell begehrt, stimmt zu, wobei klar sei, dass sie führe. Lysander besucht eine schwer verletzte Kalindora, die Darrow im Duell nicht gewachsen war und nun an Vergiftung stirbt (wobei impliziert wird, dass Darrow, der nie Gift benutzte, nicht dafür verantwortlich ist). Kalindora warnt Lysander eindringlich vor Atalantia, die moralisch und geistig verdorben ist. Sie gesteht zudem, dass es Atalantia und sie waren, die für den Tod von Lysanders Eltern verantwortlich sind: Auf Befehl von Octavia au Lune sind beide damals beseitigt worden, weil sie mit Reformern gegen das Oberhaupt gearbeitet hatten. Kalindora ermahnt ihn, dass dies der falsche Weg sei. Lysander verbündet sich mit Apollonius au Valii-Rath, der Atalantia, Atlas und andere tot sehen will.

### Ephraim
Ephraim ti Horn erwacht nach dem Crash mit dem Shuttle. Er befindet sich nun zusammen mit Pax und Electra in der Gewalt der Obsidianen, die die drei retten konnten. Die Obsidianen-Königin Sefi hat sie auf den Mars gebracht, um ein Druckmittel gegen die Republik zu haben. Sefi will Schiffe und sicheres Land für ihr Volk haben, das den Dienst der Republik nun weitgehend verlassen hat. Dafür solle Victra au Julii-Barca zahlen. Die Kinder würden bewacht, während Ephraim seine Fähigkeiten einsetzen soll, um Obsidiane in verdeckte Operationen auszubilden. Ephraim erkennt, dass weder Pax noch Electra eingeschüchtert sind, wobei Pax in einer kleveren Rede darlegt, dass die Obsidianen einen gewaltigen Fehler begehen, wenn sie nicht mehr mit der Republik arbeiten wollen: Die Weltengesellschaft sehe die Obsidianen nicht als Menschen, sondern als Vieh, das dem Kampf dient; bald schon würden die Atompilze auch die Obsidianen einholen. Ephraim erfährt von Spannungen in der Führung der Obsidianen, wobei nicht alle mit dem Kurs der Königin übereinstimmen, die von einem Weißen namens Xenophon beraten wird.
Pax verrät, dass es Informationen gebe, wonach sich Obsidiane aus dem tiefen Raum in der Randzone bemerkbar machen und geeint unter einem gewissen Volsung seien. Dazu passe, dass die Obsidianen vor 500 Jahren gegen Gold rebelliert haben und beinahe erfolgreich gewesen sind. Anschließend haben die Goldenen die meisten Obsidianen getötet und nur wenige am Leben gelassen, deren Gesellschaft vollkommen neu aufgebaut und von Goldenen manipuliert wurde. Überlebende seien aber in den tiefen Raum geflüchtet. Ephraim hilft den Obsidianen, die im Handstreich den Kontinent Cimmeria auf dem Mars weitgehend unter Kontrolle bringen. Sie gehen gegen rote Terroristen und andere Kriminelle vor und schaffen Ordnung und Sicherheit, was durchaus positiv auffällt.
Da erhalten sie die Nachrichten vom Merkur und Luna; es scheint so, dass Darrow und Virginia beide tot sind. Anschließend wird berichtet, dass Obsidiane, die zu Sefi gehören sollen, angeblich Victra au Julii-Barca angegriffen haben. Ephraim unternimmt mit beiden Kindern die Flucht, die auch gelingt. Unterwegs erhalten sie eine Nachricht von Victra au Julii-Barca, die zusammen mit Lyria und Volga in einem Lager roter Terroristen gefangen sei und sie draußen ein Kriegsschiff bedrohen würde. Ephraim organisiert Hilfe von freien Schiffen (private Schiffe und Miliz) und Pax erweist sich als begnadeter Pilot. Sie schalten das Kriegsschiff aus und die Kinder halten anschließend Victra davon ab, Ephraim wegen seiner früheren Taten zu eliminieren. Volga ist begeistert, wieder mit Ephraim zusammen zu sein, der sich schwere Vorwürfe wegen seines Verhaltens ihr gegenüber gemacht hat. Ephraim weiß zudem inzwischen, dass Volga eine Tochter Ragnars und damit eine Nichte Sefis ist. Und er weiß, dass die Ascomanni aus dem tiefen Raum existieren und unter Volsung bereits auf dem Mars sind.
Bald darauf kehrt Ephraim zu den Obsidianen zurück, wo er erkennt, dass Sefis Berater Xenophon alle manipuliert hat. Xenophon ist in Wahrheit ein Mitglied der Gorgonen, einer Elitetruppe von Atlas au Raa, der lange Zeit im äußeren Rand verbracht hat. Dieser ist es, der seit Jahren die Ankunft von Volsung geplant und vorbereitet hat, um einen geeinten Obsidianen-Stamm zu zerbrechen. Volsung sei der Großvater Volgas und Vater von Sefi (ob dies zutrifft ist unklar, da sowohl Xenophon als auch Volsung Agenten von Atlas sind), er sei immer in Diensten von Atlas gewesen und als Agent bei den Ascomanni geblieben, um sich an die Spitze zu kämpfen. Alles verlaufe nach Plan und Ephraim habe die Chance mitzumachen. Als er sich weigert, greifen ihn Ascomanni an, die sich genetisch vollkommen verändert haben und kaum noch Menschen sind, aber im Vakuum leben können. Ephraim kommt in einer Versammlung der Obsidianen wieder zu sich und muss den Verrat an Sefi miterleben. Volsung erscheint und fordert seine Tochter auf, abzutreten, sie sei zu schwach, um zu herrschen. Volsung tötet Sefi auf brutale Weise, ebenso sterben viele von ihren Anhängerinnen. Volsung befiehlt, alle eroberten Städte zu plündern und die Bewohner zu versklaven. Außerdem fordert er, dass seine Erbin Volga zu ihm gebracht werde (diese will Volsung nach seinen Plänen manipulieren und formen), sonst werde es so auf dem Mars weitergehen. Ephraim unternimmt später einen Attentatsversuch, bei dem Xenophon stirbt, aber Volsung nur verletzt wird, der nun Ephraim grausam tötet.

### Lyria
Lyria befindet sich in Gewalt der reichen und einflussreichen Victra au Julii-Barca, die Lyria für ihre (ungewollte) Rolle bei der Entführung von Pax und Electra verachtet. Nach und nach erkennt Lyria in ihrer Zelle, welche Fehler sie in der Vergangenheit gemacht hat: Immer hat sie andere für ihr Schicksal verantwortlich gemacht, für ihre erlittenen Taten und Konsequenzen eigener Handlungen. Damit will sie abschließen. Ihr wird offenbart, dass sie sich zusammen mit Volga an Bord des Kriegsschiffs Pandora befindet; sie beide sollen nun den Obsidianen übergeben werden, wofür die Kinder freigelassen werden. Doch das Treffen im Raum um Mars erweist sich als Falle Xenophons und Volsungs: Mutierte Ascomanni, die im Vakuum leben und großen Schmerz aushalten können, kapern die Pandora, wobei sie offenbar etwas über Volga wissen. Lyria, Volga und Victra müssen fliehen und landen in Fluchtkapseln auf dem Mars, wo Lyria die tote Agentin Fig findet, die Lyria auf Luna entführt hatte. Eine Art künstlicher Parasit, der sich in Fig befand und ihr besondere Fähigkeiten schenkte, gelangt in Lyria, die ihn nicht entfernen kann. Lyria und Volga treffen auf die hochschwangere Victra, die weiterhin die Nerven behält. In der Stadt Attica stünde eine ihrer privaten Legionen bereit, 50.000 Männer und Frauen, die sie nur anfunken müssen. Die Frauen flüchten durch die Region, da Teile der Terrorgruppe „rote Hand“ dort aktiv sind.
In einer Siedlung verschaffen sie sich Zugang zu einem Haus, wo ein Mann mit einem jungen Sohn und einer noch jüngeren Tochter lebt und kooperiert. Victra bringt dort ihr Kind zur Welt; es ist ihr erster Sohn, den sie Ulysses nennt. Victra, Lyria und Volga kommen sich dabei langsam näher. Volga will ein Funkrelais finden und Lyria verlässt kurz das Haus. Da warnt sie das kleine Mädchen: der Mann und der Junge sind rote Terroristen, das kleine Mädchen die „Frau“ des viel älteren Mannes. Lyria und Victra fliehen, werden aber getrennt. Lyria findet blutige Spuren und die Leiche des kleinen Ulysses, die brutal an einen Baum genagelt wurde. Lyria bricht zusammen, als sie das und die Tatsache erkennt, dass Volga und Victra Gefangene der Terroristen sind, die überall in der Siedlung aktiv sind und in der Nähe einen Stützpunkt unterhalten.
Lyria erkennt, dass nun alles von ihr abhängt. Sie infiltriert die Terroristenbasis, indem sie sich als neue mögliche Ehefrau anbietet. Im Kreise von gefangenen Mädchen gelingt es ihr, mehrere davon zu überzeugen, gegen die Terroristen zu kämpfen, wofür sie Teile der Spionageausrüstung von Fig benutzt. Ihren eigenen neuen „Ehemann“ tötet sie, nachdem der ihr verraten hat, wo die Gefangenen sind. Lyria gelingt schließlich bis zu Victra, die von der Ermordung ihres kleinen Babys traumatisiert ist. Die Befehlshaberin der Terroristen ist Harmony, die früher mit Dancer und Darrow gearbeitet, dann aber beide verraten hatte (Ende von Golden Son). Lyria befreit Victra, die sich nun wie eine Furie durch die Reihen der Terroristen schlägt. Lyrias Plan sieht auch die Befreiung der anderen Gefangenen vor, wozu sie auch Victra überredet, die die Kommunikation der Basis für einen Hilferuf nutzt. Harmony wird in eine Ecke gedrängt und stirbt langsam und qualvoll, doch ein Kriegsschiff vor der Basis blockiert den Fluchtweg. Da erreichen die Schiffe mit Ephraim, Pax und Electra die Basis.
Victra bringt sie alle in Sicherheit nach Hippolyte auf dem Mars, wo sich der Großteil ihrer Hauslegionen befinden. Dort bereitet sich Victra auf ihre Rache vor, am Syndikat, den Verrätern in den eigenen Reihen und den Goldenen der Weltgesellschaft. Vom Merkur wird die fast sichere Vernichtung der Freien Legionen berichtet, von Luna von einem Verrat der Tyrannin Virginia, wofür sich das Volk gerächt habe, und wo nun die Vox Populi die legitime Regierung sei. Victra wird vom neuen Gouverneur des Mars mitgeteilt, dass man Volsung und die Obsidianen ziehen lassen müsse, wofür Volsung aber auch Volga fordert, die Tochter Ragnars. Diese weiß vom Tod Ephraims durch die Hand Volsungs und willigt ein, weil sie ihre eigene Rache plant. Lyria wird von Pax mit einer Geheimmission betraut, wobei ihr die neuen Fähigkeiten helfen würden.

### Virginia
Virginia au Augustus muss auf Luna ansehen, wie die Republik, die unter so großen Opfern errichtet wurde, von außen und innen angegriffen wird und langsam zerbröckelt. Das demokratische System wird von seinen Gegnern geschickt manipuliert. Die Vox Populi, der radikale Arm von Dancers roter Bewegung, verselbstständigt sich und bezeichnet nun die Republik als neue Tyrannei der Goldenen. Sie fordert Frieden, obwohl die Ereignisse gezeigt haben, dass die Friedensangebote ein Trick waren, und verweigert den Truppen auf dem Merkur die Unterstützung. Der Kern der Optimaten hingegen unterstützt Virginia nach ihrer Forderung, die Truppen auf dem Merkur nicht einfach aufzugeben, die gerade unter schwierigsten Umständen einen großen Sieg bei Heliopolis errungen haben. Darrows alte 7. Legion, die sich noch auf Luna befindet, und Teile einer Kampfgruppe wollen auf eigene Faust zum Merkur aufbrechen; wenngleich sie wissen, dass sie wohl vorher vernichtet werden, wollen sie die 10 Millionen Legionäre nicht sich selbst und damit dem sicheren Tod überlassen. Währenddessen steht der Mars fast geeint hinter dem Oberhaupt, zumal die meisten Soldaten auf dem Merkur Marsianer sind. Virginia ist eine sehr intelligente Frau und raffinierte Politikerin, aber sie wandelt auf einem schmalen Grat der verschiedenen Interessen. Sie aktiviert daraufhin alle politischen Kräfte, um ihr die notwendigen Stimmen im Senat zu sichern.
Virginia gelingt es, den „Fürsten der Hände“ zu fangen. Sie setzt bei ihm eine selbst entwickelte Technik ein, die wie ein Skalpell Informationen aus dem Gehirn holt und die Erinnerungen dann löscht. Sevro au Barca, Victras Ehemann, befindet sich seit Tagen auf Luna und hat eine Blutspur durch das Syndikat hinterlassen. Virginia empfängt ihn im Geheimversteck, wo der Fürst verhört wird, und es kommt zum Streit. Sevro sieht nicht die Konsequenzen seines brutalen Handelns, er sieht das vielmehr als Exempel an: Wer sich an der Familie Julii-Barca vergreift, hört auf zu existieren. Virginia kann ihn jedoch überzeugen: Victra hatte Sevro von der Leine gelassen, doch ein konzentriertes Vorgehen sei effektiver. Sevro willigt ein und verrät auch, dass die Kinder auf dem Mars bei Sefi sind. Gemeinsam entnehmen sie dem Fürsten alle notwendigen Informationen und löschen dann sein Gehirn. Nun wird klar, dass Dancer in die Sache verwickelt zu sein scheint. Virginia und Sevro stellen Dancer und zeigen ihm Erinnerungsbilder, die Dancer und den Fürsten zusammen im Bett zeigen. Dancer glaubt zunächst, sie wollen ihn erpressen, da Homosexualität in der Gesellschaft kein Problem mehr darstellt – ausgenommen bei den auf Familie und eigenen Kindern ausgerichteten Roten, von denen Dancer einer ist. Virginia wird aufgrund der Daten und Zusammenhänge klar, dass der als unbescholten geltende Senator Publius cu Caraval mit dem Syndikat gemeinsame Sache macht und Dancer in eine Falle gelockt wurde. Die drei beschließen ein gemeinsames Vorgehen im Senat und gegen das Syndikat, letzteres soll Sevro erledigen.
Bei der folgenden Senatssitzung kommt alles anders. Dancer und andere Senatoren brechen blutend zusammen, bevor sie die Resolution unterstützen können, während Virginia per Funk weitere Schreckensnachrichten erreichen. Sevro berichtet von der Erde, sie seien in eine Falle der Knochenreiter geraten, der grausamen Leibtruppe von Virginias toten Bruder Adrius (dem Schakal), die aber alle in Haft sitzen müssten. Die Wächter, eine paramilitärische staatliche Sicherheitsorganisation, wurden offenbar unterwandert: Sie greifen die 7. Legion und Virginias Leibwache an, während die Wächter im Senat nichts unternehmen, um zu helfen. Publius, der offenbar den Plan kannte, prangert mit dem Blut toter Senatoren an seiner Kleidung Virginia dramatisch des Mordes und der Tyrannei an. Der vor dem Senat wartende Mob wurde instrumentalisiert und strömt in das Gebäude, wo loyale Senatoren ermordet werden, darunter Daxo au Telemanus. Virginia selbst erleidet zahlreiche Verletzungen und erkennt im Senat Lilath hinter einer Maske wieder, die rechte Hand von Adrius, die alle für tot hielten. Und nun wird Virginia klar, dass Lilath die Königin des Syndikats ist.
Virginia kommt wieder zu Bewusstsein und stellt fest, dass man versucht hat ihr Gehirn mit einer ähnlichen Technik zu manipulieren, die sie beim Fürsten eingesetzt hat; allerdings ist sie besser gerüstet und kann dem widerstehen. Publius erscheint und erklärt, dass er nur zum Besten der einfachen Leute gehandelt habe. Es habe eine erneute Tyrannei der hohen Farben gedroht. Dafür habe er mit dem Syndikat kooperiert, aber das liege jetzt hinter ihnen. Gerade laufen noch Hinrichtungen von Vertrauenspersonen der alten Regierung, da tauchen im Raum Knochenreiter und Lilath auf, die die rote Maske aufgibt, woraufhin Publius' Mitverschwörer zu ihrem Schrecken erkennen müssen, dass sie mit Goldenen gearbeitet haben. Lilath hat noch weitere Überraschungen. Sie führt einen Jungen herein, den Virginia als ihren Bruder in jungen Jahren erkennt. Lilath war nicht nur am Ende von Morning Star dem Tod entkommen, sie hatte einen Klon des Schakals geboren, dem sorgfältige Informationen hinterlassen wurden. Publius und seine Anhänger werden gedemütigt, akzeptieren dies aber und sollen nun als Marionetten fungieren, während der Klon in Wahrheit Luna regiert. Sevro und andere Heuler sind ebenfalls in seiner Gewalt, wobei der Klon andeutet, bei Sevro die Methode einzusetzen, die Virginia beim Fürsten eingesetzt hat. Der Klon erklärt, wie er an die Informationen aus dem Inneren der Zitadelle in Luna kam (durch ein neuartiges Überwachungssystem). Er wünscht sich, wie schon Adrius, die Anerkennung seiner Schwester. Virginia kann den Klon austricksen und entkommt knapp und verletzt durch einen geheimen Zugang. Sie setzt sich mit Holiday ti Nakamura in Verbindung, die eine Rettungstruppe aus Löwengarde und 7. Legion organisiert. Sie fliehen auf ihren Kriegsschiffen zum Mars, wobei Rettungsversuche für Sevro vorerst gescheitert sind. Virginia erfährt von Kavax, dass dieser Cassius zum Merkur geschickt hat, um Darrow zu retten. Offenbar sei Cassius aus dem Rand-Dominion entkommen und bot seine Dienste der Republik an, die er auch von dem neuen Bündnis zwischen Weltengesellschaft und Dominion informierte.
Virginia erreicht mit ihrer Flotte den Mars, der sich auf den Krieg vorbereitet und Virginia begeistert empfängt. Vollkommen überrascht sieht sie Millionen Menschen in der Hauptstadt Agea, die Zeichen des Aufstands und rot gefärbte Fäuste in den Himmel strecken. Hunderttausende neue Rekruten melden sich freiwillig bei den Streitkräften. Der alte Erz-Gouverneur war einem Attentat zum Opfer gefallen, der neue Gouverneur ist Kieran, Darrows älterer Bruder. Er übergibt Virginia die volle Staatsgewalt auf dem Mars und sie selbst ist nun wieder mit Pax vereint. Auch Victra bereitet sich auf den Krieg vor. Sie hat ihre private Kriegsflotte und ihre Legionen gesammelt, auch Söhne des Ares schließen sich ihr an. Bei ihrem Treffen macht Victra Virginia schwere Vorwürfe: Virginia habe nichts unternommen, um ihren eigenen Mann Darrow auf dem Merkur zu retten, der auch Victras bester Freund ist; nichts habe Virginia für Victras Ehemann Sevro unternommen, der nun gefoltert wird. Wenn sie nicht helfen will, solle sie verschwinden. Da zeigt Virginia ihr die erlittenen Verletzungen und sagt, sie habe wirklich alles versucht. Beide begraben den Streit und Victra erklärt, dass nun statt Rettung die Rache genügen muss. Da erreicht sie die Nachricht, dass die Erde bereits an Weltengesellschaft und Rand-Dominion gefallen sei.

## Light Bringer
Der dritte Band der zweiten Romanreihe, Light Bringer, ist am 25. Juli 2023 erschienen.

## Personen in derRed Rising-Trilogie
- Darrow von Lykos bzw. Darrow au Andromedus ist der Protagonist der Originaltrilogie und ein POV-Charakter der zweiten Romanreihe. Er wuchs als Roter auf dem Mars in der Helium-3-Mine Lykos auf. Nach dem frühen Tod seiner Ehefrau Eo schloss sich Darrow der Widerstandsgruppe Söhne des Ares an, deren Ziel der Sturz der Goldenen und ihrer dekadenten Weltengesellschaft ist. Als umgewandelter Goldener stieg er in seiner falschen Identität als Darrow au Andromedus rasch auf. Als Goldener erscheint er körperlich beeindruckend und gut aussehend. Intelligenz, Mut, Einfallsreichtum, Kampfgeschick und eine gewisse Härte ließen ihn als einen idealen Goldenen erscheinen, der sich trotz Feinde auch vieler Freunde und Bewunderer (so den jungen Lysander au Lune) erfreute. Gleichzeitig fürchtete Darrow bisweilen, sich in seiner Tarnidentität als Goldener zu verlieren. Ein wichtiges Charaktermerkmal Darrows ist sein Zorn, der ihn seit dem Tod Eos fast ständig begleitete und der ihm im Kampf bisweilen eine starke Aggressivität verlieh, die seine Feinde oft fürchten ließ. Obwohl Darrow als Endziel stets den Sturz der Goldenen und seine Rache an Nero au Augustus verfolgte, erkannte er doch in vielen von ihnen auch gute Eigenschaften, etwa in Cassius au Bellona, Roque au Fabii und bisweilen selbst in Nero. Nach Eos Tod weigerte sich Darrow lange Zeit, wieder intime Gefühle zuzulassen. Früh fühlte er sich von Mustang (Virginia au Augustus) angezogen, wie diese sich auch von ihm, doch nach einer relativ kurzen Beziehung zwischen dem Ende von Red Rising und vor dem Anfang von Golden Son, kamen sie erst gegen Ende von Morning Star endgültig zusammen und haben einen gemeinsamen Sohn namens Pax.
- Cassius au Bellona entstammte einem der ältesten und wohlhabendsten goldenen Häusern des Mars. Cassius wird als überaus gut aussehend beschrieben und als fast perfekter Goldener, der der Stolz seiner Familie war. Zunächst eng mit Darrow befreundet, erfährt Cassius im Laufe von Red Rising, dass sein Zwillingsbruder Julian in der ersten Prüfung des Instituts (in der sich je zwei Studenten bis zum Tod bekämpfen) von Darrow getötet wurde. Cassius entwickelt daraufhin einen Hass auf Darrow, mit dem er auch um Mustang konkurriert. Cassius' Blutrache ist nicht zuletzt auf sein Ehrverständnis zurückzuführen, das er als Bellona hochhält, welches ihn bisweilen aber recht unehrenhaft agieren lässt. Dennoch besteht weiterhin eine Bindung zwischen Darrow und Cassius, zumal Darrow zwar Cassius besiegen, nicht aber zwingend töten will. So verschont Darrow Cassius während der Handlung von Morning Star und führt schließlich ein langes Gespräch mit ihm, in dem beide erkennen, dass sie einander genug Böses angetan haben – und nach dessen Ende für Cassius klar wird, dass nicht Darrow für den Tod der übrigen Bellonas auf dem Mars verantwortlich war. Cassius geht anschließend seinen eigenen Weg und bemüht sich dabei, seiner eigenen Definition von Ehre gerecht zu werden.
- Adrius au Augustus, auch bekannt als der Schakal, ist der jüngere Sohn von Nero au Augustus und Bruder von Virginia. Er ist überaus intelligent, kaltblütig bis soziopathisch und überaus ehrgeizig. Er bemühte sich zudem vergeblich um die Anerkennung seines Vaters, der wenig von ihm hielt. Trotz seiner hohen Abstammung eher ein Außenseiter, sammelte er Personen um sich, die ihm bedingungslos folgten und skrupellos agierten. Seine wahren Pläne hielt er stets vor anderen verborgen, so dass er oft sehr überraschend aktiv wurde. In Golden Son zunächst noch mit Darrow verbündet, schaltete er am Ende des Buches alle seine potentiellen Widersacher aus, selbst um den Preis des Verrats am eigenen Vater, den er eigenhändig tötete. In Morning Star fungierte er nun als Erz-Gouverneur des Mars, wobei er oft seinem Sadismus freien Lauf ließ. Seinen Gegnern oft einen Schritt voraus, gelang es ihm am Ende der Buchhandlung aber nicht, sein höchstes Ziel zu erreichen, das neue Oberhaupt zu werden, wenngleich er dafür Millionen Todesopfer in Kauf nahm. Am Ende von Morning Star wurde er von Virginia hingerichtet.
- Virginia au Augustus, auch bekannt als Mustang, ist die einzige Tochter von Nero au Augustus und Schwester von Adrius; ihr Lieblingsbruder Claudius starb vor Beginn der Buchhandlung (wofür insgeheim der eifersüchtige Adrius verantwortlich war). Sie wird als sehr anziehend beschrieben, sowohl Darrow als auch Cassius verliebten sich in sie, wobei Virginia aber nur Darrows Gefühle ehrlich erwiderte. Sie ist überaus intelligent und politisch sehr gut geschult. Virginia legt viel Wert auf Loyalität und ist eine Goldene Reformerin, die die Mängel im politischen System erkannt hat und diese soweit wie möglich beheben will. Dem ordnet sie oft ihre Emotionen unter und lässt sich daher selten von Gefühlen leiten. In Darrow erkennt sie jemanden, der, anders als ihr Vater Nero, viele ihrer Werte teilt; so schlägt sie sich schließlich in Morning Star auf seine Seite, wenngleich sie nun weiß, dass er eigentlich ein Roter und Feind der Weltengesellschaft ist. Am Ende kommen sie nicht zur zusammen, sondern beginnen auch mit der Reform des Systems, nun mit Virginia als neues Oberhaupt.
- Nero au Augustus, Erz-Gouverneur des Mars und Vater von Adrius und Virginia. Neros Familie ist eines der ältesten goldenen Häuser, einer seiner Vorfahren tötete den letzten indischen Imperator während der Eroberung der Erde. Nero ist ein harter, skrupelloser und kaltblütiger Mann, der kaum Emotionen zeigt. Er ist ein konservativer Goldener, der nichts für Reformen übrig hat und davon überzeugt ist, dass die Weltengesellschaft der Goldenen die bestmögliche politische Ordnung darstellt, nachdem vor Gold die Menschheit zeitweilig an den Rand der vollständigen Vernichtung gelangt ist. Er ist sehr machtbewusst, so dass er einen Bürgerkrieg mit dem Oberhaupt wagt, die ihn absetzen wollte, um so Neros Erzfeinde, die Familie Bellona, zu begünstigen. Darrow agiert lange Zeit an seiner Seite und muss erkennen, dass Nero oft nicht aus egoistischen Motiven handelt, sondern davon überzeugt scheint, bei Bedarf hart agieren zu müssen und dabei auch persönlichen Mut demonstriert. Er wird am Ende von Golden Son von Adrius getötet.
- Sevro au Barca stammt aus sehr bescheidenen goldenen Verhältnissen. Körperlich wenig imposant und sich oft vulgär äußernd, ist Sevro kämpferisch durchaus sehr fähig und clever. Er bindet im Laufe der Zeit Goldene an sich, die wie er eher als Außenseiter betrachtet werden. Diese Heuler bilden mit ihm als Anführer einen sehr effektiven Kommandotrupp. Sevro ist der wohl beste Freund von Darrow, zumal beide insgeheim den Söhnen des Ares angehören: Sevros Mutter Bryn war eine Rote, die sich entgegen den Gesetzen mit Sevros Vater Fitchner au Barca verband. Sie selbst starb einige Zeit nach Sevros Geburt, doch Fitchner baute anschließend das Widerstandsnetzwerk der Söhne auf. Sevro ist überaus loyal und erwartet das auch von den Heulern und seinen Freunden. Am Ende von Morning Star heiratet er Victra au Julii.

## Red Risingin anderen Medien
Eine Verfilmung des ersten Bands bei Universal Pictures durch Marc Forster war geplant, nach längerer Verzögerung zog Brown die Rechte zurück und arbeitet an der Realisierung als TV-Serie.
2017 erschien eine sechsteilige Graphic Novel mit dem Titel Sons Of Ares, die zeitlich vor Red Rising spielt und das frühe Leben Fitchner au Barcas sowie die Entstehung der Rebellengruppe Söhne des Ares schildert. Brown war als Autor involviert, als zusätzlicher Autor fungierte Rik Hoskin und als Illustrator Eli Powell.
2022 erschien im deutschsprachigen Raum das Gesellschaftsspiel Red Rising, das in dem literarischen Universum der Roman-Reihe angesiedelt ist und Charaktere aufgreift. Die Autoren des Spiels sind Alexander Schmidt und Jamey Stegmaier, im deutschen Raum wird das Spiel von Corax Games verlegt.

## Rezeption
Schon der erste Roman von Red Rising erhielt gute Bewertungen, bezüglich der Folgebände Golden Son und Morning Star wurden das ausgeweitete Worldbuilding, die Charakterisierungen (die fast nie schwarz-weiß ausfielen) und die Handlungswendungen noch mehr hervorgehoben.
Im Rahmen der zweiten Buchreihe wurden sowohl der erste Band Iron Gold als auch der zweite Band Dark Age sehr positiv rezensiert.
Die Bände Red Rising, Golden Son und Morning Star erreichten die Plätze 20, 6 und 1 in The New York Times Best Seller list. Iron Gold und Dark Age sind ebenfalls in der New York Times Best Seller list vertreten.
Des Weiteren gewannen seine Bücher in den entsprechenden Jahren den Goodreads Choice Award (bei dem nur die registrierten Leserstimmen zählen) in der Kategorie Science-Fiction. Er war unter anderem auch für den Prometheus Award nominiert (2016 für Golden Son).

## Ausgaben
- 1 Red Rising (2014)
  - Deutsch: Red Rising. Übersetzt von Bernhard Kempen. Heyne, 2014, ISBN 978-3-453-26957-6.
- 2 Golden Son (2015)
  - Deutsch: Im Haus der Feinde. Übersetzt von Bernhard Kempen. Heyne, 2016, ISBN 978-3-453-53442-1.
- 3 Morning Star (2016)
  - Deutsch: Tag der Entscheidung. Übersetzt von Bernhard Kempen. Heyne, 2016, ISBN 978-3-453-53443-8.
- 4 Iron Gold (2018)
  - Deutsch: Red Rising – Asche zu Asche. Übersetzt von Claudia Kern. Cross Cult, Ludwigsburg 2018, ISBN 978-3-95981-808-7. Hörbuch: Asche zu Asche. Gelesen von Marco Sven Reinbold. Übersetzt von Claudia Kern. Ronin Hörverlag, Erlangen 2018, ISBN 978-3-96154-097-6.
- 5 Dark Age (2019)
  - Deutsch in 2 Teilen:
    - Teil 1: Red Rising – Das dunkle Zeitalter 1. Übersetzt von Claudia Kern. Cross Cult, Ludwigsburg 2020, ISBN 978-3-96658-035-9.
    - Teil 2: Red Rising – Das dunkle Zeitalter 2. Übersetzt von Claudia Kern. Cross Cult, Ludwigsburg 2020, ISBN 978-3-96658-037-3.
    - Hörbuch: Das dunkle Zeitalter. Gelesen von Marco Sven Reinbold. Übersetzt von Claudia Kern. Ronin Hörverlag, Erlangen 2020, ISBN 978-3-96154-098-3.
- 6 Light Bringer (2023)
  - Deutsch in 2 Teilen:
    - Teil 1: Red Rising – Zeitalter des Lichts 1. Übersetzt von Claudia Kern. Cross Cult, Ludwigsburg 2024, ISBN 978-3-98666-424-4.
    - Teil 2: Red Rising – Zeitalter des Lichts 2. Übersetzt von Claudia Kern. Cross Cult, Ludwigsburg 2024, ISBN 978-3-98666-437-4.

Comicadaptionen (mit Rik Hoskin):
- Red Rising: Sons of Ares (2017)
- Red Rising: Sons of Ares – Volume 2: Wrath (2020)
- Red Rising: Sons of Ares – Volume 3: Forbidden Song (2023)